# Oleje nieschnące
Oleje nieschnące – oleje roślinne, które nie podlegają utlenianiu i przez to mimo upływu czasu nie tworzą twardej, przejrzystej i elastycznej błony (linoksyd, oksyna).
Zjawisko „schnięcia” olejów nie jest dotychczas w pełni wyjaśnione i opisane, miało jednak od dawna spore znaczenie praktyczne zwłaszcza ze względu na możliwość produkcji trwałych i wodoodpornych farb, lakierów, impregnatów i „naturalnych” mas plastycznych (np. linoleum).

## Wybrane roślinne oleje nieschnące
- olej z awokado
- olej z pestek brzoskwini
- olej czaulmugrowy
- olej z pestek dyni
- olej kokosowy
- olej z orzeszków makadamii
- olej z miodli indyjskiej (olej neem)
- oliwa (łac. Oleum Olivarum)[1]
- olej z orzechów laskowych
- olej palmowy
- olej rycynowy
- olej rzepakowy
- olej migdałowy (łac. Oleum Amygdalarum)[1]